# Botaurus poiciloptilus
Il tarabuso australiano (Botaurus poiciloptilus (Wagler, 1827)) è un uccello appartenente alla famiglia degli Ardeidi, diffuso in Oceania.